# Corredor de Somàlia
El corredor de Somàlia (Cursorius somalensis) és una espècie d'ocell de la família dels glareòlids (Glareolidae) que habita deserts i planures d'Àfrica oriental, a l'est d'Etiòpia, Somàlia i nord de Kenya.